# Rhegmoclema trisetosum
Rhegmoclema trisetosum är en tvåvingeart som beskrevs av Cook 1962. Rhegmoclema trisetosum ingår i släktet Rhegmoclema och familjen dyngmyggor.
Artens utbredningsområde är Kongo. Inga underarter finns listade i Catalogue of Life.